# قائمة زملاء الجمعية الملكية المنتخبين في 1905
هذه الصفحة تعرض قائمة زملاء الجمعية الملكية المُنتخبين لعام 1905.

## الزملاء
- William Henry Dines [الإنجليزية]‏
- George William Lamplugh [الإنجليزية]‏
- فرانسيس وول أوليفر
- John Edward Campbell [الإنجليزية]‏
- John George Adami [الإنجليزية]‏
- جورج فريدريك تشارلز سيرل
- William Arthur Bone [الإنجليزية]‏
- Edwin Stephen Goodrich [الإنجليزية]‏

## الأعضاء الأجانب
- هنري مواسان
- Ludimar Hermann [الإنجليزية]‏